# Героїчний партизан
«Героїчний партизан» (ісп. Guerrillero Heroico) — канонічна фотографія революціонера аргентинського походження Ернесто Гевара де ла Серна (більш відомого як Че Гевара) авторства кубинського фотографа Альберто Корди. Знімок зроблений 5 березня 1960 року в Гавані на мітингу пам'яті жертв вибуху теплохода «Ля Кувре», за допомогою камери Leica M2 на плівку компанії Eastman Kodak.
У кінці 1960-х фотографія, укупі з подальшою революційною діяльністю і стратою, оформила харизматичний і суперечливий образ Че Гевари як «культурної ікони». Корда згодом говорив, що цей знімок відобразив вираз обличчя, що відбиває «абсолютну непримиренність» і стоїчний характер Че Гевари.

## Історія

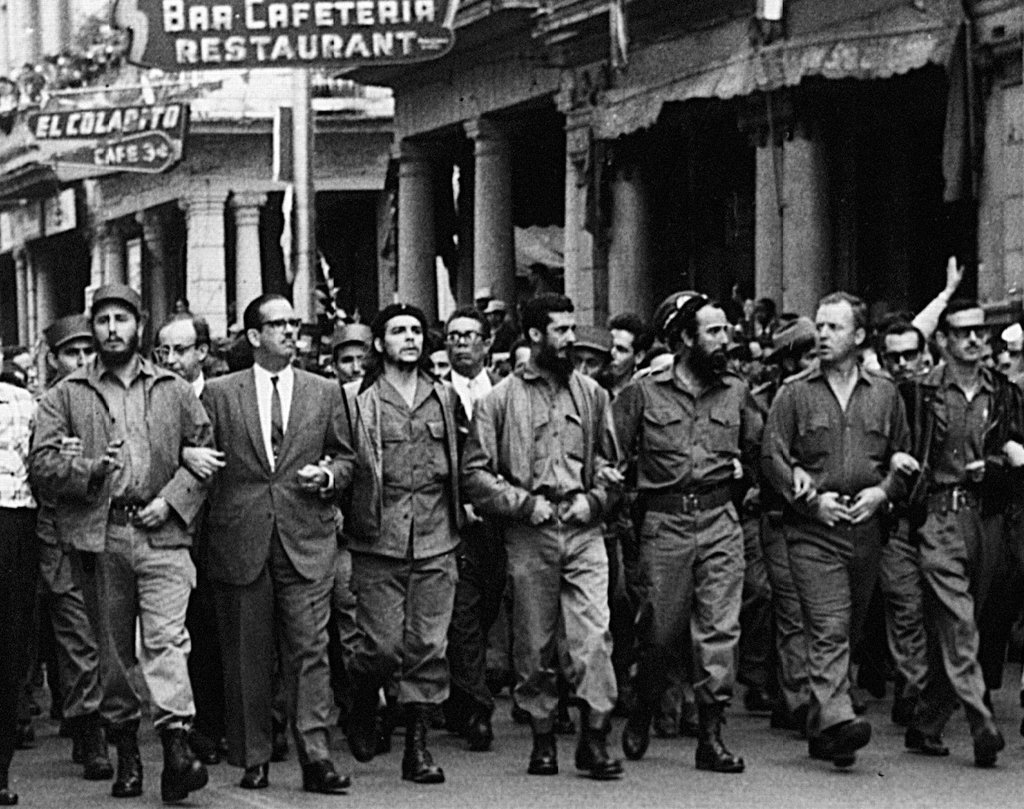
Че Гевара (у центрі) і Фідель Кастро (крайній зліва) під час маршу до кладовища Колон

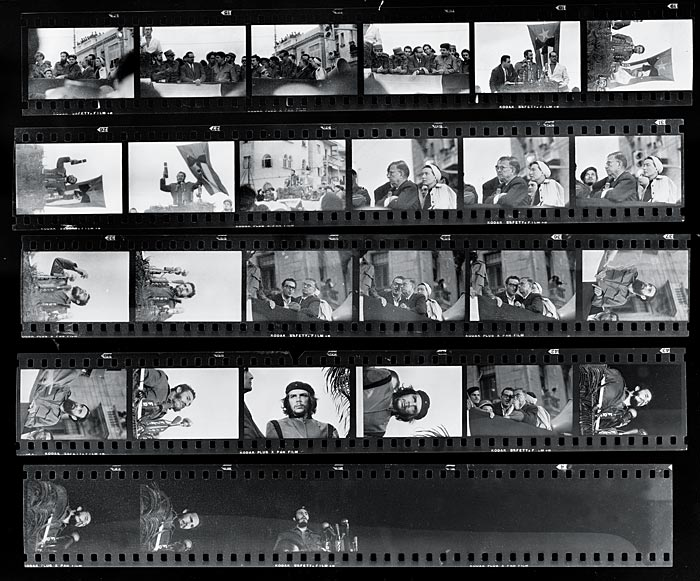
Плівка Альберто Корди. Guerrillero Heroico — третій кадр зліва в четвертому ряді зверху.

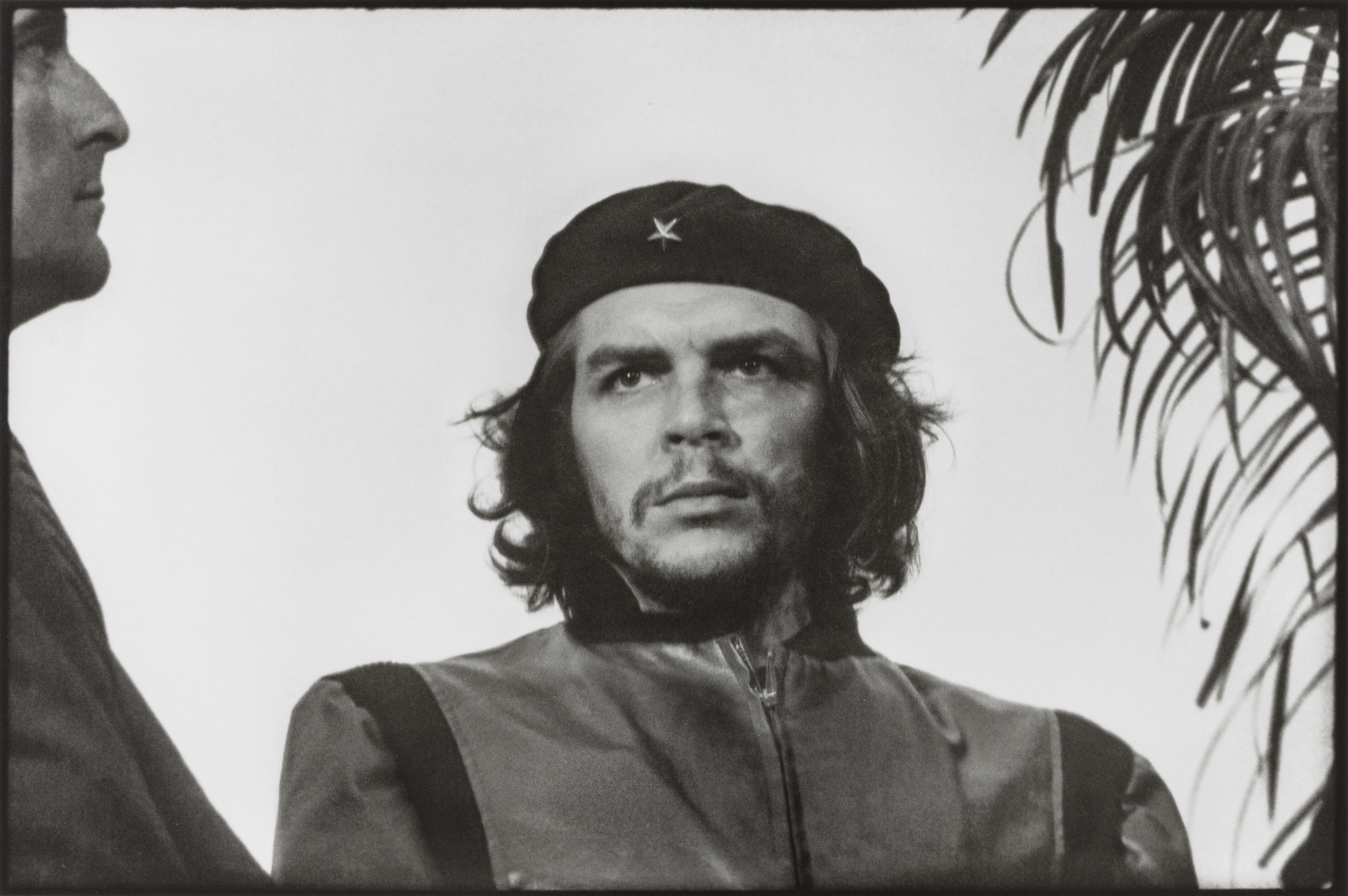
Оригінальне фото

Вантажне судно «La Coubre» вибухнуло в 15:10 4 березня 1960 року під час розвантаження у порту Гавани. При цьому загинуло понад сто людей і понад двох сотень постраждало. Ернесто Гевара (тоді міністр промисловості), що знаходився в момент вибуху в будівлі національного інституту аграрних реформ, негайно прибув в порт і брав участь у рятувальній операції, протягом декількох годин надаючи медичну допомогу пораненим.
Наступного дня, 5 березня, лідер кубинської революції Фідель Кастро звинуватив в організації вибуху ЦРУ. У промові, виголошеній в ході траурного мітингу пам'яті жертв теракту і подальшого маршу бульваром Малекон до кладовища Колон, Фідель вперше виголосив фразу, яка стала згодом знаменитою: «Батьківщина або смерть» (ісп. Patria o Muerte). Альберто Корда, офіційний фотограф Кастро, об 11:20 зафіксував Че, коли той на кілька секунд потрапив в кадр.
На береті Че видно зірочку Хосе Марті, яка була своєрідним знаком команданте, отриманим від Фіделя Кастро в липні 1957 року разом із цим званням.

## Авторські права
Корда зробив свою фотографію суспільним надбанням і ніколи не вимагав авторської винагороди, хоча знімок і похідні від нього протягом десятиліть використовувалися найрізноманітнішими засобами масової інформації. А.Корда казав:
|  | «Як прихильник ідеалів, за котрі помер Че Гевара, я не маю неприязні до тих, хто хоче поширювати його пам'ять і справу соціалістичної справедливості по всьому світі, але я категорично проти експлуатації зображення Че для просування таких продуктів, як алкоголь або інших продуктів, які тим чи іншим способом паплюжать його ім'я». |

## Вплив на культуру
Відоме фото стало основою багатьох творів мистецтва, причому деякі з них (наприклад, стилізація ірландського художника Джима Фіцпатріка), в свою чергу, самі здобули культовий статус.

Стилізований образ роботи Джима Фіцпатрика (1968 р.)
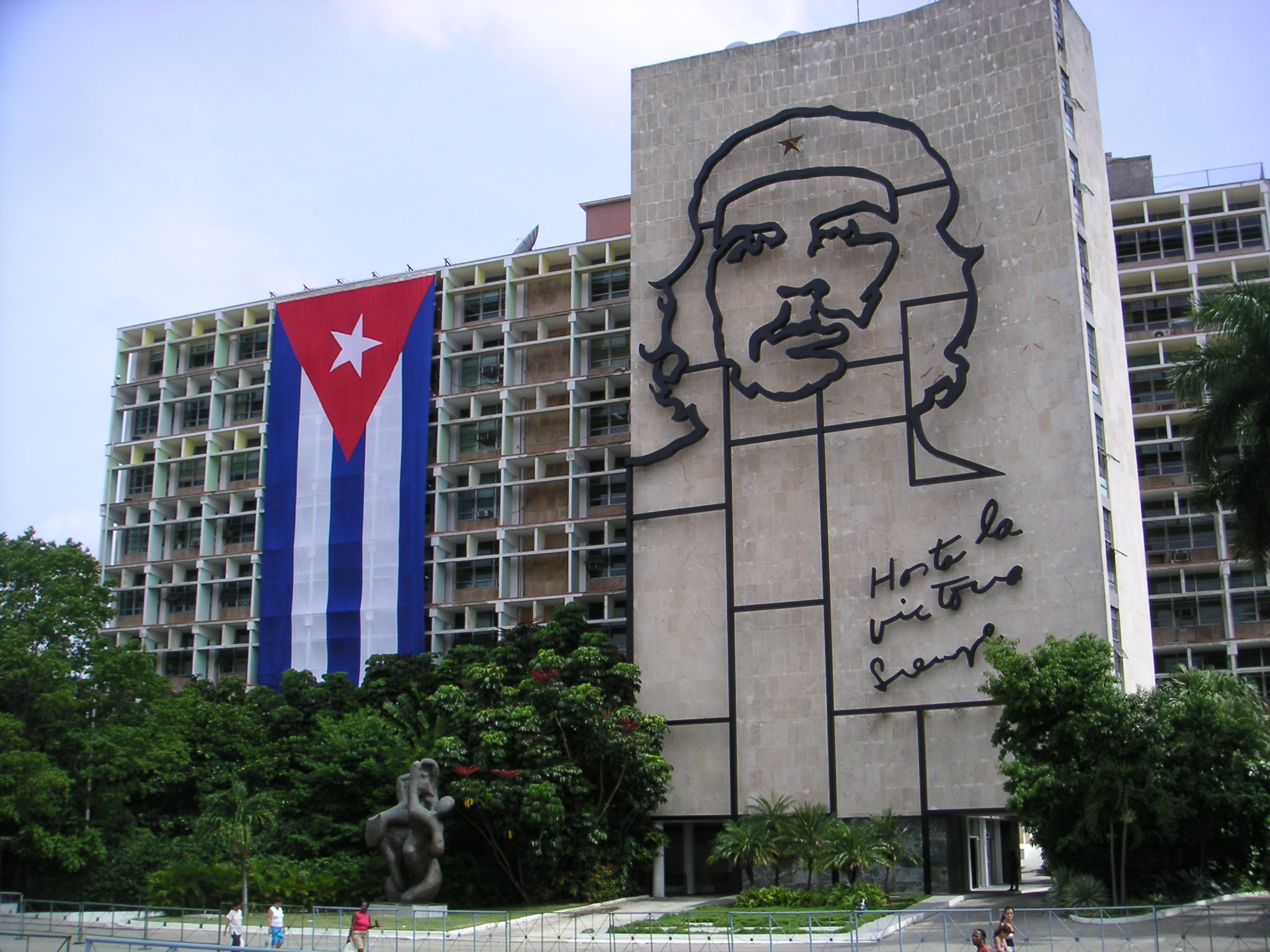
Скульптура на будівлі міністерства внутрішніх справ (площа Революції, Гавана)
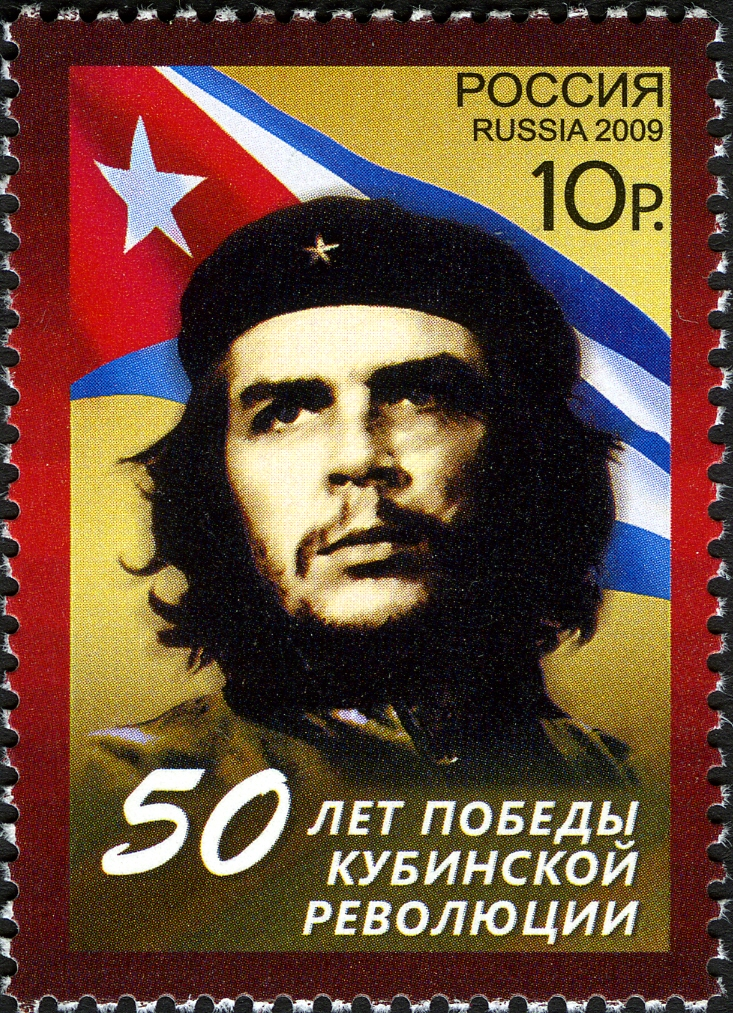
Російська поштова марка «50 років перемоги кубинської революції» (2009 р.)